# Curepipe
Curepipe är en ort i Plaines Wilhelms i Mauritius. Den hade 79 273 invånare år 2013.